# 河南翠雀花
河南翠雀花（学名：Delphinium honanense）为毛茛科翠雀属的植物，为中国的特有植物。分布于中国大陆的陕西、河南、湖北等地，生长于海拔600米至1,900米的地区，见于山地林下，目前尚未由人工引种栽培。

## 异名
- Delphinium honanense W. T. Wang var. piliferum W. T. Wang